# Illa Dundee

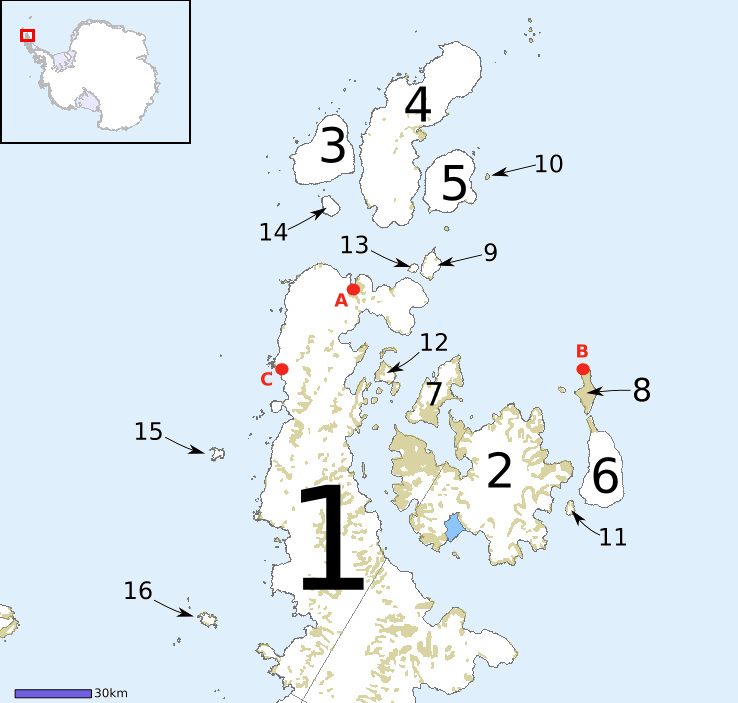
Illa Dundee (5)

L'illa Dundee és una illa de l'Antàrtida, situada a l'est de l'extrem nord-oriental de la península Antàrtica i al sud de l'illa Joinville.

## Història
Va ser descoberta i batejada pel capità Thomas Robertson, el 8 de gener de 1893, en honor del port de Dundee (Escòcia), d'on partí amb el seu vaixell junt a tres baleners més. L'Argentina inclou les illes dins el departament Antàrtida Argentina que forma part de la província de Terra del Foc, Antàrtida i Illes de l'Atlàntic Sud. Per a Xile formen part del Territori Xilè Antàrtic i pel Regne Unit del Territori Antàrtic Britànic, però aquestes reclamacions es troben suspeses pel Tractat Antàrtic.
A l'illa hi ha la base antàrtica argentina Petrel. Des d'aquesta illa el multimilionari americà Lincoln Ellsworth, acompanyat del pilot Herbert Hollick-Kenyon, s'enlairà el 23 de novembre de 1935 per fer la primera travessia de l'Antàrtida en avió.